# Слава нації!
«Слава нації!» — українське патріотичне гасло, в більш повному варіанті: «Слава нації — смерть ворогам!». Гасло виникло в партійному середовищі УНА-УНСО на початку 1990-х років як привітання українських націоналістів.
Гасло набуло загальнонаціонального поширення в Україні після подій «Революції гідності», втративши свою маргінальність. Під час російської збройної агресії проти України гасло отримало поширення серед вояків ЗСУ та інших силових формувань.

## Походження
Історик Володимир В'ятрович стверджує, що гасло виникло як привітання в УНА-УНСО, українській політичній партії націоналістичного спрямування і що воно не має історичної традиції використання, на відміну від «Слава Україні!».

## Близькі поняття
Відоме близьке поняття «Честь нації». Сатирик Аркадій Аверченко в оповіданні «Заклопотана нація» (рос. Хлопотливая нация) писав:
|  | Коли я йшов до канцелярії ялтинського генерал-губернатора, мені здавалося незрозумілим і дивним: невже про таку дрібницю, як проживання в Криму — потрібно ще клопотати? Я православний російський громадянин, маю прекрасний непрострочений екземпляр паспорта — і мені ж ще потрібно клопотати! Варто після цього робити честь нації і бути росіянином... Набагато вигідніше і приємніше для власного самолюбства бути французом або американцем. Оригінальний текст (рос.) Когда я шел в канцелярию ялтинского генерал-губернатора, мне казалось непонятным и странным: неужели о таком пустяке, как проживание в Крыму — нужно еще хлопотать? Я православный русский гражданин, имею прекрасный непросроченный экземпляр паспорта — и мне же еще нужно хлопотать! Стоит после этого делать честь нации и быть русским... Гораздо выгоднее и приятнее для собственного самолюбия быть французом или американцем. |

Близькою також є назва фільму «Слава нам, смерть ворогам!» (рос. «Слава нам, смерть врагам!») російського режисера Євгена Бауера, що вийшов на екрани в часи Першої світової війни.